# 압둘라 이븐 알무카파

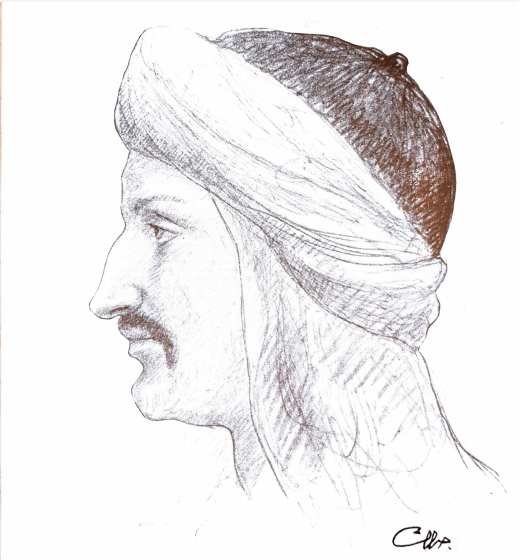

압둘라 이븐 알무카파(페르시아어: ابومحمد عبدالله روزبه بن دادویه, 영어: Ibn al-Muqaffaʿ, 724년 ∼ 759년, 페르시아 출생) 그의 부친 핫자즈 븐 유시프(Hajjaj bn Yusif)는 우마이야 시대에 세무 관리로 일하다 공금을 횡령했다는 혐의로 손에 매를 맞아 '알무카파(손이 오그라든 사람)'라는 별명을 얻었다. 이븐 알무카파는 '손이 오그라든 사람의 아들'이라는 의미를 지닌 조롱조의 별명이다. 그는 페르시아에서 유년기를 보내며 조로아스터교를 믿으며 성장했다. 그 후 바스라로 옮겨 가 웅변과 수사학으로 유명했던 알아흐탐(al-'Ahtam) 아랍 가문의 일원으로 활동했다. 이러한 배경은 이븐 알무카파로 하여금 모국어 페르시아어는 물론 아랍어에도 능통할 수 있게 만들었다. 바스라에서 명성을 얻은 이븐 알무카파는 여러 지방 총독들과 왕자들의 관심을 끌었다. 우마이야조 말기 그는 이라크 총독 야지드(Yazid)의 궁전에서 서기로 일했다.
우마이야 왕조에서 압바스 왕조로 정권이 바뀌자 압바스의 궁전에서는 권력 투쟁이 그치지 않았다. 이븐 알무카파는 압바스 왕조 2대 칼리프 알만수르(al-Mansur)와 권력 투쟁을 벌였던 그의 삼촌들을 위해 활동했다. 알만수르의 삼촌 가운데 한 명인 이사('Isa)가 카르만 총독이었을 당시 이븐 알무카파는 서기로 활동했으며 그에 의해 이슬람에 입문하고 ‘압둘라’라는 이슬람식 이름을 얻었다.
또 다른 삼촌 압둘라 븐 알리(Abdullah bn 'Ali)가 칼리프 알만수르에 반란을 일으켰으나 실패하자 형제인 이사와 술라이만(Sulaiman)에게 피신했다. 알 만수르가 이들에게 압둘라 븐 알리의 신병 인도를 요구하자 서기로 일하던 이븐 알무카파는 알만수르를 모독하는 글로 압둘라의 신변 보장 각서를 요구했다. 이를 계기로 알만수르는 자신의 정적을 비호하던 이븐 알무카파를 제거할 기회를 노렸다. 결국 이븐 알무카파는 조로아스터교 사상을 이슬람에 전파한 이단자로 낙인이 찍혀 36세라는 젊은 나이에 잔인하게 살해되었다.
이븐 알무카파는 우마이야 시대에 팽배했던 아랍인 우월주의 정책에 대해 반감을 가지고 있었다. 압바스 시대에도 그는 정치적으로 시아파를 지지하면서 페르시아 개혁 운동에 동참했다. 그는 페르시아의 문학과 정치제도, 역사 등을 아랍어로 옮기면서 사회 개혁을 주창했다. 폭력으로 정권을 세운 압바스 왕조를 목격했던 이븐 알무카파는 새로운 체제의 사회적·정치적 병폐를 발견하고 그 원인을 통치자에게로 돌렸다. 그는 정치적인 자유가 보장되지 않은 환경에서 통치자의 비위를 건드리지 않고 충고할 수 있는 우화집 «칼릴라와 딤나»를 번역하는 데 정성을 쏟았다.
이븐 알무카파는 작가이며 사상가이자 사회개혁가이었다. 그는 서한이나 그 밖의 형식을 통해 새로운 국가의 이념과 배치되는 사상을 전파하고자 하였다. 그의 대부분의 작품들은 고대 페르시아어에서 번역된 것으로 페르시아의 역사, 정치, 문학을 부활시키고자 하는 목적과 페르시아의 제도를 적용하여 압바스 왕조의 사회, 정치 개혁을 시도하고자 하는 목적이 있다.
이븐 알무카파는 행정, 정치와 관련된 공식적인 서한문과 위로, 축하, 친구 사이에 오가는 개인적인 서한문을 남겼다. 그 가운데 가장 유명한 것이 정치제도에 대한 비평과 그 개혁을 촉구하는 내용을 담은 «교우들의 서한≫이다. 두 개의 소책자가 후에 함께 모아진 «작은 예절»과 «큰 예절»은 대부분 번역된 것으로 훌륭한 도덕과 행동에 관한 명언집으로 그의 대표작 가운데 하나로 간주된다.